# Niccolò Tartaglia
Niccolò Fontana Tartaglia (Brescia, 1499 – Velence, 1557. december 13.), olasz matematikus, erődítményeket tervező mérnök, földmérő és a Velencei Köztársaság könyvelője. Több könyve jelent meg, köztük Arkhimédész és Euklidész első olasz fordítása. Tartaglia volt az első, aki a matematikát alkalmazta az ágyúgolyók pályájának tanulmányozására.

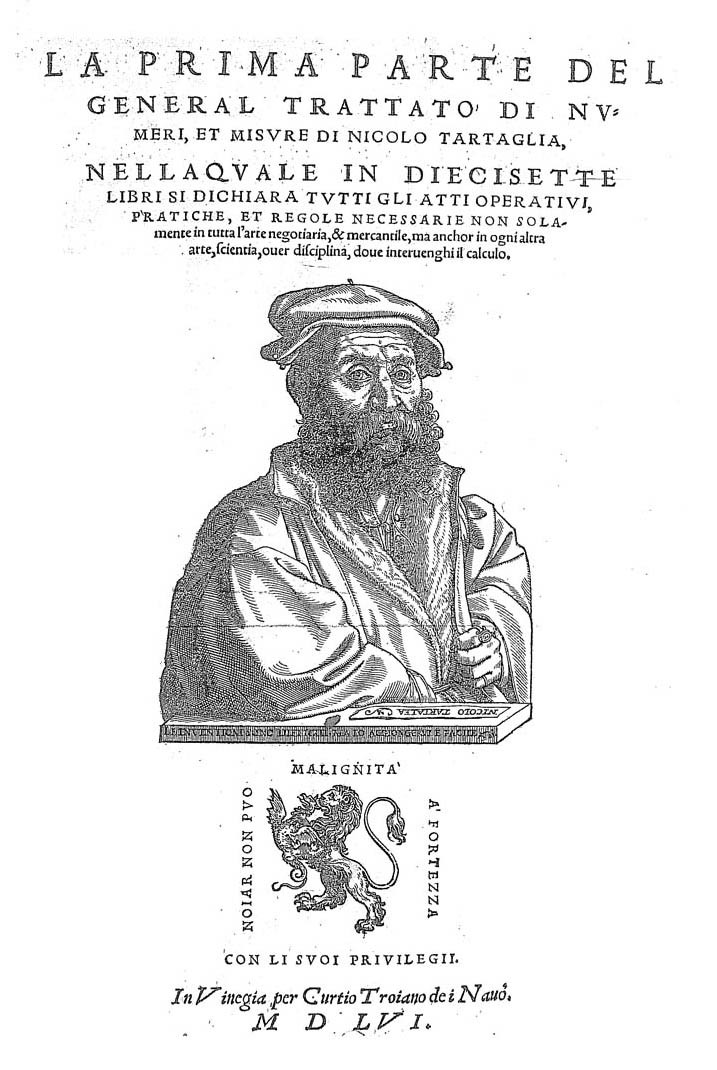
General trattato de' numeri et misure, 1556

Tartaglia alapjában véve autodidakta volt. Egy anekdota szerint csak az ábécé felét tanulta meg egy magántanártól, majd a pénz elfogytával a továbbiakban egyedül kellett boldogulnia.
Különösen jelentős volt Euklidész Elemek című művének kiadása 1543-ban; ez volt az első modern európai nyelvre való fordítás. Két évszázadon keresztül Euklidészt arab közvetítéssel készült két latin fordításból tanították; ezek hibát tartalmaztak az V. könyvben. Tartaglia kiadása Zamberti latin fordításán alapult, amely egy hibátlan görög szövegből készült.
Valószínűleg sokan hallottak a Cardanóval való konfliktusáról. Cardano rávette Tartagliát, hogy árulja el a harmadfokú egyenlet megoldóképletét, és megígérte, hogy nem adja tovább. Jó néhány évvel később, Cardano kezébe akadt Scipione del Ferro egy kiadatlan munkája, amelyben teljesen függetlenül Tartaglia megoldása szerepelt. Mivel a mű korábbi keltezésű volt, mint a Tartagliaé, Cardano úgy gondolta, hogy az ígérete már nem érvényes, és következő művébe bevette Tartaglia megoldását. Nem titkolta, hogy részben Tartagliától származik, aki mégis nagyon felháborodott és nyilvánosan személyes és szakmai sértésekkel illette Cardanot.
Tartaglia arról is híres, hogy megadta a tetraéder térfogatát (Tartaglia képlete) a négy csúcsa közötti távolságok függvényében:
{\displaystyle V^{2}={\frac {1}{288}}\det {\begin{bmatrix}0&d_{12}^{2}&d_{13}^{2}&d_{14}^{2}&1\\d_{21}^{2}&0&d_{23}^{2}&d_{24}^{2}&1\\d_{31}^{2}&d_{32}^{2}&0&d_{34}^{2}&1\\d_{41}^{2}&d_{42}^{2}&d_{43}^{2}&0&1\\1&1&1&1&0\end{bmatrix}}}
ahol {\displaystyle d_{ij}} a {\displaystyle i} és {\displaystyle j} csúcsok közötti távolság. Ez Hérón képletének általánosítása.

## Fordítás
- Ez a szócikk részben vagy egészben a Niccolò Fontana Tartaglia című olasz Wikipédia-szócikk ezen változatának fordításán alapul.  Az eredeti cikk szerkesztőit annak laptörténete sorolja fel. Ez a jelzés csupán a megfogalmazás eredetét és a szerzői jogokat jelzi, nem szolgál a cikkben szereplő információk forrásmegjelöléseként.